# Hongcheon
Hongcheon (Hán Việt: Hồng Xuyên ) là một quận ở đạo (tỉnh) Gangwon, Hàn Quốc. Quận này có diện tích 18171,87 km², dân số năm 2001 là 75.251 người. Đây là nơi sinh của tướng Choi Yeong thời Goryeo (Cao Ly).

## Khí hậu
| Dữ liệu khí hậu của Hongcheon            | Dữ liệu khí hậu của Hongcheon | Dữ liệu khí hậu của Hongcheon | Dữ liệu khí hậu của Hongcheon | Dữ liệu khí hậu của Hongcheon | Dữ liệu khí hậu của Hongcheon | Dữ liệu khí hậu của Hongcheon | Dữ liệu khí hậu của Hongcheon | Dữ liệu khí hậu của Hongcheon | Dữ liệu khí hậu của Hongcheon | Dữ liệu khí hậu của Hongcheon | Dữ liệu khí hậu của Hongcheon | Dữ liệu khí hậu của Hongcheon | Dữ liệu khí hậu của Hongcheon |
| Tháng                                    | 1                             | 2                             | 3                             | 4                             | 5                             | 6                             | 7                             | 8                             | 9                             | 10                            | 11                            | 12                            | Năm                           |
| ---------------------------------------- | ----------------------------- | ----------------------------- | ----------------------------- | ----------------------------- | ----------------------------- | ----------------------------- | ----------------------------- | ----------------------------- | ----------------------------- | ----------------------------- | ----------------------------- | ----------------------------- | ----------------------------- |
| Cao kỉ lục °C (°F)                       | 14.1 (57.4)                   | 19.8 (67.6)                   | 23.9 (75.0)                   | 32.5 (90.5)                   | 35.0 (95.0)                   | 36.2 (97.2)                   | 38.3 (100.9)                  | 41.0 (105.8)                  | 34.5 (94.1)                   | 29.1 (84.4)                   | 25.6 (78.1)                   | 16.7 (62.1)                   | 41.0 (105.8)                  |
| Trung bình ngày tối đa °C (°F)           | 1.6 (34.9)                    | 5.1 (41.2)                    | 11.2 (52.2)                   | 19.3 (66.7)                   | 24.2 (75.6)                   | 28.0 (82.4)                   | 29.5 (85.1)                   | 30.2 (86.4)                   | 25.9 (78.6)                   | 19.9 (67.8)                   | 11.3 (52.3)                   | 4.1 (39.4)                    | 17.5 (63.5)                   |
| Trung bình ngày °C (°F)                  | −5.5 (22.1)                   | −2.3 (27.9)                   | 3.7 (38.7)                    | 10.8 (51.4)                   | 16.3 (61.3)                   | 21.0 (69.8)                   | 24.0 (75.2)                   | 24.2 (75.6)                   | 18.7 (65.7)                   | 11.6 (52.9)                   | 4.1 (39.4)                    | −2.6 (27.3)                   | 10.3 (50.5)                   |
| Tối thiểu trung bình ngày °C (°F)        | −11.5 (11.3)                  | −8.4 (16.9)                   | −2.6 (27.3)                   | 3.1 (37.6)                    | 9.4 (48.9)                    | 15.3 (59.5)                   | 20.0 (68.0)                   | 20.1 (68.2)                   | 14.0 (57.2)                   | 5.9 (42.6)                    | −1.4 (29.5)                   | −8.0 (17.6)                   | 4.7 (40.5)                    |
| Thấp kỉ lục °C (°F)                      | −28.1 (−18.6)                 | −24.8 (−12.6)                 | −16.8 (1.8)                   | −8.0 (17.6)                   | 0.2 (32.4)                    | 4.7 (40.5)                    | 9.9 (49.8)                    | 8.5 (47.3)                    | 0.4 (32.7)                    | −6.4 (20.5)                   | −14.7 (5.5)                   | −22.8 (−9.0)                  | −28.1 (−18.6)                 |
| Lượng Giáng thủy trung bình mm (inches)  | 20.4 (0.80)                   | 25.7 (1.01)                   | 45.6 (1.80)                   | 66.2 (2.61)                   | 105.2 (4.14)                  | 140.6 (5.54)                  | 397.0 (15.63)                 | 316.3 (12.45)                 | 178.9 (7.04)                  | 49.5 (1.95)                   | 40.9 (1.61)                   | 19.1 (0.75)                   | 1.405,4 (55.33)               |
| Số ngày giáng thủy trung bình (≥ 0.1 mm) | 6.2                           | 6.0                           | 7.6                           | 7.1                           | 8.4                           | 9.8                           | 14.9                          | 13.9                          | 8.0                           | 5.4                           | 7.0                           | 6.4                           | 100.7                         |
| Số ngày tuyết rơi trung bình             | 7.4                           | 5.7                           | 3.6                           | 0.4                           | 0.0                           | 0.0                           | 0.0                           | 0.0                           | 0.0                           | 0.1                           | 2.1                           | 5.7                           | 24.7                          |
| Độ ẩm tương đối trung bình (%)           | 69.5                          | 66.1                          | 62.5                          | 57.8                          | 63.9                          | 69.3                          | 77.4                          | 77.2                          | 75.8                          | 72.7                          | 70.7                          | 70.8                          | 69.5                          |
| Số giờ nắng trung bình tháng             | 161.1                         | 168.7                         | 195.7                         | 214.6                         | 224.8                         | 204.0                         | 159.3                         | 175.7                         | 175.8                         | 182.8                         | 145.7                         | 150.5                         | 2.163,7                       |
| Phần trăm nắng có thể                    | 52.6                          | 55.4                          | 52.8                          | 54.3                          | 51.1                          | 46.2                          | 35.5                          | 41.7                          | 47.1                          | 52.5                          | 47.8                          | 50.4                          | 48.6                          |
| Nguồn:                                   |                               |                               |                               |                               |                               |                               |                               |                               |                               |                               |                               |                               |                               |